# Списак уобичајених заблуда
Уобичајене заблуде су гледишта или тврдње које се често прихватају као истините, али су у ствари погрешне. Обично настају из конвенционалне мудрости (као што су „бабске приче“), стереотипа, сујеверја, заблуда, погрешног тумачења науке или популаризације псеудонауке. Неке уобичајене заблуде се такође сматрају урбаним легендама и понекад су повезане са моралним паникама.
Свака ставка на овом списку уобичајених заблуда формулисана је као исправка; саме заблуде су подразумеване, а не изричито наведене.

## Уметност и култура

### Привреда
- Федерални закони о законитом средству плаћања у Сједињеним Америчким Државама не захтевају да приватни послови, појединци или организације прихватају готовину као начин плаћања, али готовина мора бити прихваћена као важеће средство плаћања за дугове када је понуђена повериоцу.
- Адидас није акроним. Компанија је добила име по свом оснивачу Адолфу Адију Даслеру 1949. године. Најраније објављивање ове шале као акронима датира из 1978. године.
- Слова „АР“ у називу АР-15 означавају „ArmaLite Rifle пушку“, што рефлектује компанију ArmaLite која је оригинално производила оружје. Она не означавају „јуришна пушка“ (assault rifle).
- Контурна боца компаније Кока-Кола није дизајнирана од стране познатог индустријског дизајнера Рејмонда Левија.
- Уобичајени изглед Деда Мраза као весељака крупне грађе у црвеној одећи није створила компанија Кока-Кола као рекламу. Деда Мраз је већ попримио овај облик у америчкој популарној култури до краја XIX века, дуго пре него што је Кока-Кола користила његов лик у рекламама 1930-их.
- Шевролет Нова се добро продавала на тржиштима Латинске Америке; Џенерал Моторс није преименовао овај аутомобил. Иако „но ва“ у шпанском значи „не иде“, „нова“ је лако схваћена као „нова“ (новитет).
- Нетфликс није основан након што је суоснивач Рид Хејстингс добио казну од 40 долара због кашњења са враћањем филма из Блокбастера. Хејстингс је измислио ову причу како би сумирао вредност Нетфликса; прави мотив оснивања компаније била је инспирација коју су оснивачи добили од компаније Амазон.
- ПепсиКо никада није поседовао „шесту најмоћнију морнарицу“ на свету након уговора са Совјетским Савезом. Године 1989. Пепси је добио неколико расходованих ратних бродова у оквиру споразума о бартеру. Нафтни танкери су изнајмљени или продати, а остали бродови су продати за отпад. Следећи уговор обухватао је још 10 бродова.

## Наука, технологија и математика

### Астрономија и свемирски летови
- Не постоје научни докази да кретање звезда, планета и других небеских тела утиче на судбине људи. Астрологија је више пута доказана као непоуздана у предвиђању будућих догађаја.
- Астронаути у орбити осећају бестежинско стање јер су у слободном паду око Земље, а не зато што су толико удаљени да гравитациона сила Земље постаје занемарљива. На пример, на Међународној свемирској станици гравитација Земље је скоро 90% јачине гравитације на површини. Објекти у орбити остају тамо захваљујући гравитационој сили, која се протеже и до међугалактичког простора.
- Тамна (удаљена) страна Месеца прима исту количину сунчеве светлости као и блиска страна. Назива се „тамном“ јер није била видљива све док људи нису послали летелице око Месеца, пошто увек иста страна Месеца гледа према Земљи због плиме.
- Црне рупе имају исте гравитационе ефекте као и било која друга маса исте величине на њиховом месту. Црна рупа привлачи објекте у близини, али само на веома малим растојањима, упоредивим са њеним Шварцшилдовим радијусом. Ако би, на пример, Сунце било замењено црном рупом исте масе, орбите планета остале би практично непромењене.
- Годишња доба нису узрокована тиме што је Земља ближе Сунцу током лета него током зиме, већ нагибом Земљине осе од 23,4 степена. Свака хемисфера је нагнута према Сунцу током свог лета (јул на северној хемисфери и јануар на јужној), што резултира дужим данима и директнијом сунчевом светлошћу.
- Топлота приликом уласка метеора или летелице у атмосферу није углавном изазвана трењем, већ адијабатским компресијама ваздуха испред објекта.
- Балансирање јаја је могуће сваког дана у години, а не само током пролећне равнодневице. Не постоји астрономски феномен повезан са способношћу да се јаје балансира.
- Хемијску оловку за свемирске услове (Fisher Space Pen) није развила НАСА уз огромне трошкове, док су Совјети користили дрвене оловке. Независно га је развио Пол С. Фишер са сопственим средствима, а НАСА је касније купила 400 комада по цени од 6 долара.
- Производи попут Танга, Велкра и тефлона нису настали као резултат технологија развијених за свемирске летове, мада су многи други производи, попут меморијске пене и топлотних ћебади, директно повезани са тим.
- Сунце није жуто; емитује светлост широм видљивог спектра, која изгледа бело изван Земљине атмосфере. Расипање краћих таласних дужина светлости у атмосфери узрокује да Сунце изгледа жуто током дана, или наранџасто и црвено током изласка и заласка.
- Велики кинески зид није једини људски објекат видљив из свемира или са Месеца. Астронаути са Аполо мисија нису пријавили да су га видели са Месеца, а чак и у орбити Земље потребно је увећање да би се уочио. Међутим, светла градова су лако видљива ноћу из орбите.
- Модел Великог праска не објашњава у потпуности настанак универзума. Описује појаву садашњег универзума из изузетно густог и високо температурног почетног стања, али не објашњава како су настали енергија, време и простор.